# Dominik Riegel
Dominik Riegel (24. dubna 1840 Koloděje nad Lužnicí – 12. března 1920 Praha) byl český voják a důstojník, který působil jako nadporučík dělostřelectva Rakousko-uherské armády a mistr šermu. Roku 1866 se účastnil italského tažení rakouské armády v prusko-rakouské válce.
Jeho jméno nese ČŠK Riegel, nejstarší dosud činný šermířský klub v Čechách.